# قلعه زنجير عليا (مقاطعة دالاهو)
قلعه‌زنجير عليا (بالفارسية: قلعه‌زنجیر علیا) هي قرية تقع في كرمانشاه في إيران. يقدر عدد سكانها بـ 404 نسمة .